# معطف فوقي
المعطف الفوقيّ هو لباس خارجي كان يرتديه الجنود عادة في العصور الوسطى. يرتدى فوق الدروع لإظهار الشارة والمساعدة في تحديد الجانب الذي يقف عليه الجندي. في ساحة المعركة، كان المعطف الفوقي مفيداً أيضاً في إبعاد أشعة الشمس عن الجندي ودروعه مما ساعد في منع ضربة الشمس والإنهاك الحراري. وهو معطف طويل وفضفاض وغالباً ما يكون بلا أكمام يصل طوله إلى القدمين.